# Wiceprzewodniczący Chińskiej Republiki Ludowej
Wiceprzewodniczący Chińskiej Republiki Ludowej (chiń. upr. 中华人民共和国副主席; chiń. trad. 中華人民共和國副主席; pinyin Zhōnghuá Rénmín Gònghéguó Fù Zhǔxí) – zastępca głowy państwa Chińskiej Republiki Ludowej.
Podobnie jak przewodniczący ChRL, wiceprzewodniczący wybierany jest na pięcioletnią kadencję przez Ogólnochińskie Zgromadzenie Przedstawicieli Ludowych w tajnym głosowaniu spośród kandydatur zgłoszonych przez prezydium OZPL. Na funkcję tę może być wybrany obywatel chiński, który ukończył 45 lat i posiada bierne oraz czynne prawo wyborcze. Ponownie wybrany może być tylko raz. Zgodnie z konstytucją wiceprzewodniczący wspiera przewodniczącego w sprawowaniu jego obowiązków i może z jego upoważnienia przejąć część jego kompetencji. W wypadku opróżnienia stanowiska głowy państwa przejmuje tę funkcję do czasu przeprowadzenia wyborów uzupełniających.

## Lista wiceprzewodniczących ChRL
| 1                         |  | Zhu De                  | 27 września 1954 - 27 kwietnia 1959 |
| 2                         |  | Song Qingling Dong Biwu | 27 kwietnia 1959 - 17 stycznia 1975 |
| Urząd zniesiony 1975-1983 |  |                         |                                     |
| 3                         |  | Ulanhu                  | 18 czerwca 1983 - 8 kwietnia 1988   |
| 4                         |  | Wang Zhen               | 8 kwietnia 1988 - 12 marca 1993     |
| 5                         |  | Rong Yiren              | 12 marca 1993 - 15 marca 1998       |
| 6                         |  | Hu Jintao               | 15 marca 1998 - 15 marca 2003       |
| 7                         |  | Zeng Qinghong           | 15 marca 2003 - 15 marca 2008       |
| 8                         |  | Xi Jinping              | 15 marca 2008 - 14 marca 2013       |
| 9                         |  | Li Yuanchao             | 14 marca 2013 - 17 marca 2018       |
| 10                        |  | Wang Qishan             | 17 marca 2018 - 10 marca 2023       |
| 11                        |  | Han Zheng               | od 10 marca 2023                    |